# WASP-13

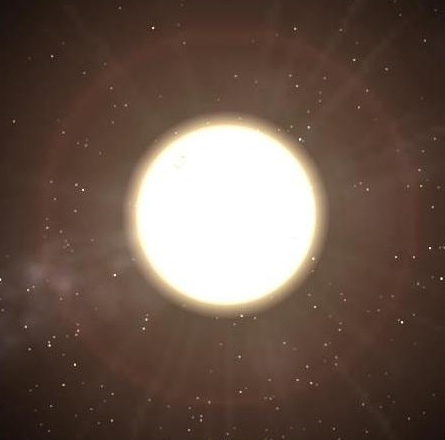
зображення васп-13

WASP-13 — жовтий карлик на Головній Послідовності спектрального класу G1V з видимою зоряною величиною в смузі V 10m.6, що розташований на відстані приблизно 510 світлових років від Землі у напрямку сузір'я Рись.

## Планетарна система
У 2008 р. в ході проекту СуперWASP на орбіті навколо даної зорі було відкрито екзопланету WASP-13b, при цьому було застосовано метод транзиту планети по видимому диску зорі.
| Планета (по порядку віддалення від зорі) | Маса               | Радіус             | Велика піввісь (а.о.) | Орбітальний період (діб) | Нахил орбіти (°) | Ексцентриситет орбіти | Кіл-ть супутників |
| ---------------------------------------- | ------------------ | ------------------ | --------------------- | ------------------------ | ---------------- | --------------------- | ----------------- |
| WASP-13b                                 | 0.46+0.06 −0.05 MJ | 1.21+0.14 −0.12 RJ | 0.0527+0.0017 −0.0019 | 4.35298 ±.00004          | ?                | ?                     | ?                 |